# Washington Villar
Washington Daniel Villar Moreira (Cerro Largo, 8 de octubre de 1958) es un exfutbolista uruguayo. Jugó en varios equipos de su país, Argentina, Ecuador y Venezuela. Se desempeñaba como delantero.

## Carrera
Luego de iniciarse en el fútbol de su país, llegó a Argentina en 1980, fichando por el Club Atlético Vélez Sarsfield. Al año siguiente pasó a Rosario Central, debutando de la mano de Ángel Tulio Zof en la 14.ª fecha del Nacional 1981 en la victoria de su equipo 4-1 ante Gimnasia y Esgrima de Mendoza. Durante 1982 tuvo participación en los dos torneos de la temporada, convirtiendo dos goles en el Nacional: el primero por la tercera fecha ante Mariano Moreno de Junín (victoria 2-0 en el Gigante de Arroyito), mientras que el restante fue versus Boca Juniors en la jornada siguiente (1-1 en La Bombonera).
Retornó luego a su país, donde defendió la camiseta de Nacional en la Copa Libertadores 1984; a mediados de la década emigró al fútbol ecuatoriano, vistiendo a su tiempo las casacas de América de Quito, Universidad Católica y River Plate de Riobamba. En 1989 volvió a jugar la Libertadores, esta vez para Táchira. Cerró su carrera en 1996 vistiendo los colores del Club Atlético Estación de Minas, en la Liga Minuana de Fútbol de Lavalleja.

## Clubes
| Club                      | País      | Año        |
| ------------------------- | --------- | ---------- |
| Peñarol de Maldonado      | Uruguay   | 1977       |
| Cerro                     | Uruguay   | 1979       |
| Vélez Sarsfield           | Argentina | 1980       |
| River Plate de Montevideo | Uruguay   | 1981       |
| Rosario Central           | Argentina | 1981-1982  |
| Nacional                  | Uruguay   | 1984       |
| Rampla Juniors            | Uruguay   | 1984       |
| River Plate de Montevideo | Uruguay   | 1985       |
| América de Quito          | Ecuador   | 1985       |
| Universidad Católica      | Ecuador   | 1986       |
| Sportivo Italiano         | Uruguay   | 1986-1987  |
| River Plate               | Ecuador   | 1987-1988  |
| Deportivo Táchira         | Venezuela | 1989       |
| Olimpia de Melo           | Uruguay   | 1991- 1993 |
| Remeros de Melo           | Uruguay   | 1994- 1995 |
| Estación (Minas)          | Uruguay   | 1996       |